# Lampel Róbert (Wodianer Fülöp és Fiai) Császári és Királyi Könyvkereskedése
Lampel Róbert (Wodianer Fülöp és Fiai) Császári és Királyi Könyvkereskedése a 19. század végén – a 20. század elején tevékenykedett Magyarországon és a kereskedés mellett könyvkiadással is foglalkozott. A kiadó a korszak nagy magyar könyvkiadói (Athenaeum Irodalmi és Nyomdai Rt., Franklin Irodalmi és Nyomdai Rt., Magyar Kereskedelmi Közlöny Hírlap és Könyvkiadó Vállalat, Révai Testvérek Irodalmi Intézet Részvénytársaság, Singer és Wolfner Irodalmi Intézet Rt., Szent István Társulat) közé tartozott és jelentős számú tankönyvet, irodalmi művet, díszmunkát jelentetett meg.

## Története
A kiadót Lampel Róbert alapította 1850-ben Lantosy és Lampel néven. Társkiadója, Leyer (Lantosy) József 1853-as halála után Lampel egyedüli tulajdonosává vált a cégnek.
Lampel Róbert Andrássy-úti üzlete a kezdetektől fogva három tevékenységkörre épült: szortimentüzlet, antikvárium és kölcsönkönyvtár volt. Legnagyobb számban tankönyveket, ifjúsági irodalmat és törvénykönyveket adott ki. A sajtóban közzétett nem ritkán egészhasábos hirdetéseiben szerepel még egyéb hungarika irodalom, katolikus teológiai és technikai szakirodalom is. Készleteiről rendszeresen adott ki katalógusokat. Tudományos antikváriuma az 1860-as évek végétől egyre inkább a modern antikvárium irányába fejlődött, amit egyrészt Lampel kiadói tevékenységének kiteljesedése, másrészt a tudományos könyvkereskedelem terén akkoriban jelentkező komoly konkurencia indokolt.

## A cég utóélete
Halála után üzletét özvegye Galli Johanna örökölte, aki hamarosan eladta a vállalatot Wodianer Fülöp nyomdatulajdonosnak. Wodianer megtartotta Lampel nevét a cég elnevezésében, és zeneműkereskedéssel bővítette a kínálatot. Híres sorozatokat vett át és jelentetett meg, nagy nevű szerkesztőkkel vette fel a kapcsolatot. Ide tartozik például az Olcsó Könyvtár sorozat, melynek szerkesztője Gyulai Pál és Heinrich Gusztáv, főleg műfordításokat jelentetett meg (Balzac, Csehov), valamint a Magyar Könyvtár Radó Antal szerkesztésében, amelyben a magyar- és a világirodalom jelesei, az irodalmi jelenségeket elemző legfontosabb anyagok alacsony áron jelentek meg. A kor ízlésének megfelelően színműsorozatot is kiadott, ez a Fővárosi Színházak Műsora, mely a színházi sikerekre koncentrált, általában a könnyedebb, illetve a biztos színházi sikert aratott darabokat adta ki. A sorozat Szomaházy István szerkesztésében indult, aki egyben a Vígszínház alkalmazásában is állt, és a sorozat fordítójaként is szerepelt. Ezután Hevesi Sándor vette át a szerkesztést, aki több fordításával szintén hozzájárult a gyarapodáshoz. A Magyar Földrajzi Társaság Könyvtára sorozat kb. 70 útleírást jelentetett meg Cholnoky Jenő szerkesztősége alatt. A Remekírók Képes Könyvtára nemcsak magyar szerzők műveit, hanem híres külföldi költők és drámaírók költeményeinek fordításait is kiadta. Szerkesztője Radó Antal. Később, a századforduló táján Wodianer fia perbe keveredett a híres Franklin Társulattal. A per lezárásaképpen eladta 1904-ben a Lampel-céget Franklinnak, aki beolvasztotta azt. A teljes könyvállomány az Egyetem utcai boltba került át, amely 1944-ig működött.

## Nevezetesebb kiadványai, sorozatai
| Kép | Cím                                                                                           | Jelleg                | Megjelenési hely | Megjelenési idő    | Megjegyzés                      |
| --- | --------------------------------------------------------------------------------------------- | --------------------- | ---------------- | ------------------ | ------------------------------- |
|     | Ó-kori klasszikusok. Római Remekirók                                                          | szépirodalmi          | Pest             | 1850-es évek–1873  |                                 |
|     | Franz Ney: Neue Methode                                                                       | nyelvészet            | Pest             | 1857               | magyar nyelvkönyv német nyelven |
|     | Müller Clotár: Hasonszenvi házi s család-orvos                                                | orvostudományi        | Pest             | 1863               |                                 |
|     | Ihász Gábor: Magyar nyelvtan az algymnasium I.,II.,III. osztálya és a reáltanoda használatára | nyelvészeti           | Pest             | 1871               |                                 |
|     | Az új vadászati törvény 1872 VI. tc                                                           | jogi                  | Pest             | 1872               |                                 |
|     | A pesti művelt társalgó                                                                       | szórakoztató          | Pest             | 1872               |                                 |
|     | Piros Könyvtár                                                                                | szépirodalmi          | Budapest         | 1879–1885          |                                 |
|     | Német Írók Iskolai Tára                                                                       | szépirodalmi          | Budapest         | 1888–1892          |                                 |
|     | Kis Könyvtár (Berger Miksa Kis Könyvtára)                                                     | ifjúsági              | Budapest         | 1892–1893          |                                 |
|     | Iparosok Olvasótára                                                                           | műszaki               | Budapest         | 1895–1917          |                                 |
|     | Magyar Könyvtár                                                                               | szépirodalmi          | Budapest         | 1897–1920          |                                 |
|     | Fővárosi Színházak Műsora                                                                     | színházi              | Budapest         | 1898–1899          |                                 |
|     | Népnevelők Könyvtára (1902-től Néptanítók Könyvtára)                                          | vegyes                | Budapest         | 1899–1909          |                                 |
|     | Német Könyvtár                                                                                | szépirodalmi          | Budapest         | 1900               |                                 |
|     | Latin és Görög Classicusokhoz Való Praeparatio                                                | szépirodalmi          | Budapest         | 1900–1907          |                                 |
|     | Francia Könyvtár                                                                              | szépirodalmi          | Budapest         | 1900–1915          |                                 |
|     | Legjobb Ifjúsági Könyvek                                                                      | ifjúsági              | Budapest         | 1900-as évek eleje |                                 |
|     | Ifjúsági Könyvtár                                                                             | ifjúsági szépirodalmi | Budapest         | 1900-as évek eleje |                                 |
|     | Dóczi Lajos munkái                                                                            | szépirodalmi          | Budapest         | 1901?–1906         |                                 |
|     | Remekírók Képes Könyvtára                                                                     | szépirodalmi          | Budapest         | 1901–1908          |                                 |
|     | Munkásfüzetek                                                                                 | szociológiai          | Budapest         | 1901–1902          |                                 |
|     | Tóth Kálmán összes költeményei                                                                | szépirodalmi          | Budapest         | 1902               |                                 |
|     | Magántanulásra alkalmas nyelvtanok                                                            | nyelvészeti           | Budapest         | 1902–1909          |                                 |
|     | A Magyar Földrajzi Társaság Könyvtára                                                         | földrajzi             | Budapest         | 1902–1943          |                                 |
|     | Magyar Kereskedők Könyvtára                                                                   | kereskedelmi          | Budapest         | 1902–1906          |                                 |
|     | Latin Stílusgyakorlatok                                                                       | nyelvészeti           | Budapest         | 1903–1911          |                                 |
|     | Művészeti Könyvtár                                                                            | művészettörténeti     | Budapest         | 1904–1911          |                                 |
|     | Kis Könyvtár (Benedek Elek Kis Könyvtára)                                                     | szépirodalmi          | Budapest         | 1904–1911          |                                 |
|     | Posta, Telegráf és Telefon Szakkönyvtár                                                       | híradástechnikai      | Budapest         | 1911–1918          |                                 |
|     | Ismeretek Tára                                                                                | vegyes                | Budapest         | 1911–1919          |                                 |
|     | Modern Utazók és Felfedezők Könyvtára                                                         | földrajzi             | Budapest         | 1924–1930?         |                                 |

## Kiadványainak teljes listája
- Petrik Géza Könyvészete